# MIGA (sigla)
MIGA (Make Iran Great Again) é uma sigla criado pelo presidente dos Estados Unidos, Donald Trump, que defendeu uma mudança de regime no Irã caso o país não consiga ser "grande novamente". Para defender seu argumento o político utilizou o termo "MIGA", que significa "Make Iran Great Again" e pode ser traduzido para "Torne o Irã Grande Novamente".
A declaração foi feita nas redes sociais, um dia após os Estados Unidos entrarem na Guerra Irã-Israel e bombardearem três instalações nucleares no Irã, no dia 21 de junho.
A expressão é um trocadilho com seu próprio slogan Make America Great Again.